# جون جاي كلون
جون جاي كلون (بالإنجليزية: John J. Clune)‏ هو ضابط أمريكي، ولد في 29 أكتوبر 1932، وتوفي في 4 أبريل 1992.